# Ein Geschenk des Himmels – Vater der Braut 2
Ein Geschenk des Himmels – Vater der Braut 2 (Originaltitel: Father of the Bride Part II) ist eine US-amerikanische Filmkomödie aus dem Jahr 1995. Regie führte Charles Shyer, das Drehbuch schrieben er und Nancy Meyers. Die Hauptrolle spielte Steve Martin.
Der Film ist eine Fortsetzung der Komödie Vater der Braut aus dem Jahr 1991. Er wird gleichzeitig als eine Neuverfilmung des Films Ein Geschenk des Himmels aus dem Jahre 1951 betrachtet. Am 25. September 2020 wurde mit Father of the Bride Part 3 (ish) ein Kurzfilm als Fortsetzung veröffentlicht.

## Handlung
Als Annie Banks-MacKenzie ihren Eltern eine Mitteilung machen möchte, ist ihr Vater sehr besorgt, dass sie wegziehen könnte, doch sie teilt ihnen mit, sie sei schwanger. Während sich alle anderen freuen, fühlt sich ihr Vater George Banks plötzlich betagt. Als sich daran auch durch den Besuch eines Fitnessstudios und das Färben der Haare nichts ändert, kommt es mit seiner Frau Nina zu einer spontanen Liebesnacht in der Küche.
Da immer häufiger etwas am Haus kaputt geht, überredet er sie, dieses zu verkaufen, um an den Strand zu ziehen. Wider Ninas Erwartung findet sich nach mehreren Wochen ein Käufer; gegen einen Aufpreis erklärt sich George bereit, innerhalb zehn Tagen auszuziehen, und stellt Nina vor vollendete Tatsachen. Da sich so schnell keine neue Wohnung findet, ziehen sie übergangsweise in das Haus von Annies Schwiegereltern.
Nina fühlt sich nicht gut und denkt, sie wäre in den Wechseljahren, beim Arzt stellt sich heraus, dass auch sie schwanger ist. George reagiert zunächst entsetzt, was ihm später leid tut. Als er sieht, wie der neue Besitzer des Hauses dieses abreißen lassen will, möchte er es wiederhaben; er zahlt dafür einen Aufpreis von 100 000 Dollar. Sie ziehen wieder ein und mit Francks Hilfe (dem Hochzeitsplaner von Annies Hochzeit) wird eine "Baby Suite" angebaut. Gegen Ende von Annies Schwangerschaft zieht diese wieder bei ihren Eltern ein, da ihr Mann Bryan auf Geschäftsreise ist.
Nach mehreren Fehlalarmen beginnen Annies Wehen. Just zu diesem Zeitpunkt kommt es auch bei Nina dazu. George muss zunächst beide unterstützen, bis Bryan schließlich gerade noch rechtzeitig auftaucht. Die beiden Frauen werden von der jungen Ärztin Dr. Megan Eisenberg betreut. George zweifelt ständig die Kompetenz der Ärztin an, schließlich offenbart er ihr, dass seine Frau und Tochter „alles seien, was er im Leben habe“. Dr. Eisenberg antwortet, sie hätte Verständnis dafür. Schließlich kommen beide Babys gesund zur Welt: Annie mit einem Sohn namens George, Nina einer Tochter Megan.
Kurz darauf verabschiedet sich Annie mit ihrer Familie, um des Berufes wegen nach Boston zu ziehen. George kann dies akzeptieren.

## Kritiken
James Berardinelli bezeichnete den Film auf ReelViews als „uninspiriert“. Kimberly Williams’ Darstellung bezeichnete er als „unscheinbar“. Berardinelli schrieb, der Film könnte dem besonders konservativen Teil des Publikums gefallen, weil er eine heile Welt der intakten Familien zeige.
Roger Ebert bezeichnete den Film in der Chicago Sun-Times vom 8. Dezember 1995 als einen „cineastischen Glücksersatz“ („Surrogate Happiness Movie“). Er bewertete die Komödie schlechter als Vater der Braut. Ebert lobte  Jane Adams’ Darstellung, die Dr. Eisenbergs Charakter „sensible Menschlichkeit“ verleihe.

„Der Film fügt sich nahtlos an den ersten Teil des Remakes an, übernimmt Ausstattung, Figuren und Motive. Routiniert, aber uninteressant inszeniert, ist er ein überdeutlicher Appell an Familien- und Traditionsbewußtsein und läßt dabei jeglichen Realitätsbezug vermissen.“

## Auszeichnungen
Steve Martin wurde im Jahr 1996 für die Filmpreise Golden Globe und American Comedy Award nominiert. Alan Silvestri gewann 1996 den BMI Film Music Award.

## Synchronisation
| Figur                 | Schauspieler              | Synchronsprecher   |
| --------------------- | ------------------------- | ------------------ |
| George Banks          | Steve Martin              | Eckart Dux         |
| Nina Banks            | Diane Keaton              | Monica Bielenstein |
| Annie Banks-MacKenzie | Kimberly Williams-Paisley | Bettina Weiß       |
| Bryan MacKenzie       | George Newbern            | Andreas Fröhlich   |
| Franck Eggelhoffer    | Martin Short              | Michael Pan        |
| Howard Weinstein      | Bradley Darryl Wong       | Santiago Ziesmer   |
| Joanna MacKenzie      | Kate McGregor-Stewart     | Regina Lemnitz     |
| John MacKenzie        | Peter Michael Goetz       | Klaus Sonnenschein |
| Dr. Megan Eisenberg   | Jane Adams                | Marina Krogull     |
| Matty Banks           | Kieran Culkin             | Robert Stadlober   |
| Mr. Habib             | Eugene Levy               | Jan Spitzer        |